# Pleurahöhle
Die Pleurahöhle (lateinisch Cavitas pleuralis oder Cavum pleurae) oder der Pleuraraum ist der enge (kapilläre) Spalt(raum) in der Brusthöhle zwischen dem Wandblatt und dem Lungenüberzug der Pleura (Brustfell). Da dieser Raum sehr klein ist, wird auch der Begriff Pleuraspalt verwendet.

## Vorkommen
Eine Pleurahöhle kommt nur bei Säugetieren vor, außer bei Rüsseltieren. Bei ihnen ist der Spaltraum zwischen Wandblatt und Lungenüberzug der Pleura durch Bindegewebe verwachsen. Vögel besitzen statt einer Pleurahöhle ein Luftsacksystem.

## Funktion
In der Pleurahöhle herrscht physiologisch ein relativer Unterdruck. Die Pleuraspalte ist mit einer serösen Flüssigkeit gefüllt (zirka 5–10 ml beim erwachsenen Menschen), durch die das parietale und das viszerale Blatt der Pleura aneinander „kleben“. Die Rückstellkraft der Lunge sowie die Ausdehnungstendenz des Thorax wirken hier einander entgegen. Der dadurch entstehende Unterdruck im Spalt und die Adhäsionskraft der Flüssigkeit verhindern ein Zusammenfallen der Lunge.
Die Druckdifferenz gegenüber der Außenluft beträgt bei Einatmung etwa −800 Pa, bei Ausatmung −500 Pa. Der kleinere Druck während der Einatmung erklärt sich durch die beim „Aufblasen“ der Lunge ansteigenden Rückstellkräfte des Organs, bedingt durch seine Elastizität. Bei stark forcierter Ausatmung (mit Unterstützung durch die Atemhilfsmuskulatur wie zum Beispiel die Brustmuskeln) kann der sogenannte intrapleurale Druck während der Ausatmung auch positive Werte annehmen. Diese können bei einem Glottisverschluss sogar bis zu +15 kPa (110 mmHg) erreichen (siehe auch Valsalva-Manöver).

## Klinischer Bezug
- Eine krankhafte Ansammlung von Flüssigkeiten in der Pleurahöhle nennt man entsprechend der Flüssigkeit Hämatothorax (Blut) bzw. Chylothorax (Lymphe).
- Eine Punktion der Pleurahöhlen nennt man Pleurapunktion (auch Thorakozentese).
- Durch das Einstechen einer Nadel oder bei Verletzungen der Thoraxwand kommt es zwangsläufig zu einem Druckausgleich und damit zu einem Pneumothorax.
- Während der spanischen Grippe, die sich zwischen 1918 und 1920 ausbreitete, zeigte sich bei Obduktionen, dass sich Entzündungsherde innerhalb der Lungen, zumeist in den Unterlappen fanden und bei vielen die Pleurahöhle vereitert (siehe Pleuraempyem) war.